# Luque (Spanien)
Luque ist eine Gemeinde in der spanischen Provinz Córdoba im südlichen Andalusien.
Sie liegt am Nordrand des von der UNESCO anerkannten Geopark Sierras Subbéticas, dem Parque Natural de las Sierras Subbéticas.
Südwestlich von Luque breitet sich das Bergland von Cabra aus. Das Karstgebirge mit dem 1379 m hohen Lobatejo als höchstem Gipfel wird von schroffen Felsen, tiefen Schluchten und zahlreichen Höhlen geprägt. Das typische Mittelmeerklima ist von milden Wintern und langen heißen Sommern gekennzeichnet. Die Durchschnittstemperatur liegt im Winter bei 9° und im Sommer bei 29,5°. Regen fällt vorwiegend im Winter, während es im Sommer keine nennenswerte Niederschläge gibt.
Luque hatte 2024 2.809 Einwohner auf einer Gesamtfläche von 140,1 km². Der Ort liegt in 662 m Höhe und wird von einer Burg aus der Zeit der maurischen Herrschaft überragt, die im 9. Jahrhundert auf den Ruinen einer Befestigung aus der Römerzeit errichtet wurde. Die heute sichtbaren Überreste stammen allerdings weitgehend aus dem 13. Jahrhundert, als die Burg unter Ferdinand III. umgebaut wurde. Eine weitere Sehenswürdigkeit ist die im Renaissancestil erbaute Pfarrkirche La Asunción. Die Kirche wurde teilweise von Hernán Ruiz im 16. Jahrhundert gestaltet und besitzt eine prächtige Kalksteinfassade. Im Inneren befindet sich ein Altar im Barockstil aus dem 17. Jahrhundert und ein Bild des Künstlers Juan Martínez Montañés, das San Juan la Bautista (dt. Johannes der Täufer) darstellt.
Etwa 5 km nordöstlich liegt das Naturschutzgebiet Laguna del Conde Natural Area. In dem Feuchtgebiet überwintern zahlreiche Zugvögel, darunter die vom Aussterben bedrohte Weißkopf-Ruderente (Oxyura leucocephala). Der See trägt auch den Namen Laguna Salobral (dt. Salzsee) aufgrund seines hohen Salzgehalts und ist von Luque aus mit dem Fahrrad oder zu Fuß über die Trasse einer stillgelegten Eisenbahnlinie zu erreichen.
Der Dolmen de La Dehesa de la Lastra liegt in Luque.

## Einzelnachweise

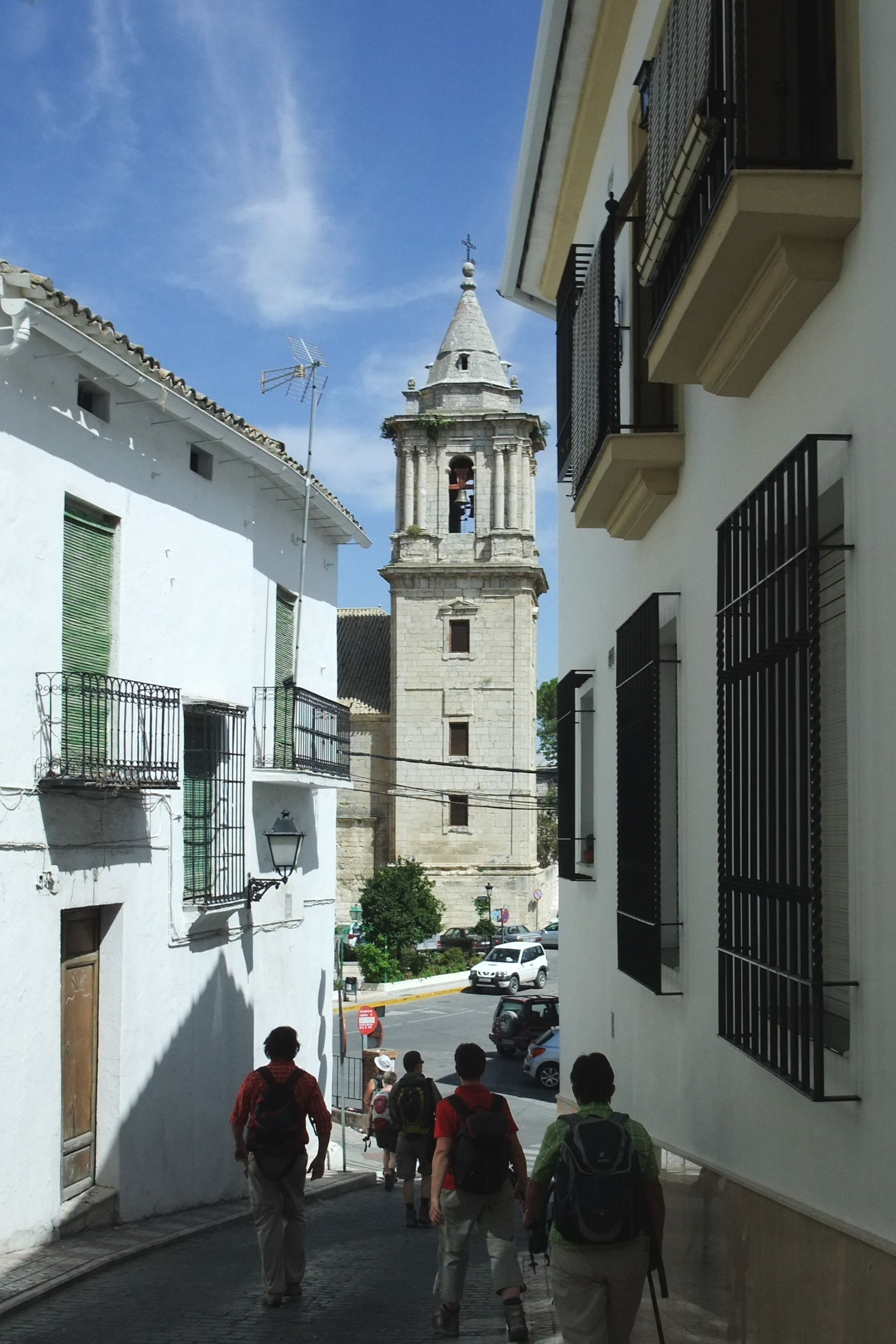
Pfarrkirche La Asunción in Luque